# La Cible étoilée
Pour plus de détails, voir Fiche technique et Distribution.
La Cible étoilée (Brass Target) est un film américain réalisé par John Hough, sorti en 1978.

## Synopsis
Alors que la Seconde Guerre mondiale vient de s'achever, l'or de la Reichsbank est dérobé aux Alliés lors de son transfert par voie ferroviaire. Devant l'accusation d'un officier russe, le Général Patton s'engage personnellement à le retrouver, parallèlement aux investigations du Major Joe De Lucca (John Cassavetes). Leur action met au jour un complot au sein de l'armée américaine, portant sur l'or détourné, puis visant à abattre Patton par l'entremise d'un tueur d'élite à la solde des Nazis. De Lucca organise la riposte…

## Fiche technique
- Titre : La Cible étoilée
- Titre original : Brass Target
- Réalisation : John Hough
- Scénario : Alvin Boretz d'après le roman de Frederick Nolan (en)
- Production : Berle Adams et Arthur Lewis
- Musique : Laurence Rosenthal
- Photographie : Tony Imi
- Montage : David Lane
- Décors : Rolf Zehetbauer
- Costumes : Monika Bauert
- Pays de production :  États-Unis
- Format : Couleurs - Mono
- Durée : 111 minutes
- Dates de sortie :
  - États-Unis : 22 décembre 1978 (sortie limitée à New York)
  - France : 28 mars 1979

## Distribution
- John Cassavetes (VF : Jacques Thébault) : le major Joe De Lucca
- Sophia Loren (VF : Nadine Alari) : Mara
- Max von Sydow (VF : Jean Berger) : Peter Shelley / Martin Webber
- Robert Vaughn (VF : Claude Joseph) : le colonel Donald Rogers
- Edward Herrmann (VF : Claude Giraud) : le colonel Walter Gilchrist
- Patrick McGoohan (VF : Jean Lagache) : le colonel Mike McCauley
- Bruce Davison (VF : Roger Crouzet) : le colonel Robert Dawson
- George Kennedy (VF : André Valmy) : le général George S. Patton
- Ed Bishop (VF : Jacques Ferrière) : le colonel Stewart
- Lee Montague (VF : Serge Sauvion) : Lucky Luciano
- Alan Tilvern (VF : Albert Augier) : Frank Ferraro
- Hal Galili (VF : Jacques Dynam) : le capitaine Levy
- Heinz Bennent : Kasten
- Claudia Butenuth (VF : Paule Emanuele) : Hilde
- Birgit Bergen (VF : Brigitte Morisan) : Theresa von Rodeck
- Reinhold Olszewski (de) : le général Ostranov
- Bernard Horsfall : le vrai Peter Shelley